# Watertoren (Sneek)
De watertoren in Sneek is ontworpen door architect G. Halbertsma en gebouwd in 1908 in een neorenaissance-stijl. De toren staat aan de Lemmerweg 45 en is een gemeentelijk monument.
De watertoren heeft een hoogte van 44 meter en heeft één waterreservoir van 350 m3. Sinds 1998 wordt de toren gebruikt als kantoor. In 2008 werd de watertoren afgebeeld op het postzegelvelletje 'Mooi Nederland Sneek'.